# Buleuterio de Atenas
Buleuterio (en griego antiguo: Βουλευτήριον, romanizado: Būleutērion o Bouleutērion) era la boulé o consejo de la Antigua Atenas. Hubo dos edificios de Buleuterio en la historia de la ciudad. Ambos estaban situados en el lado occidental de la antigua Ágora de Atenas.
Los 500 miembros del Consejo se reunían en el edificio casi todos los días, excepto los festivos. Su tarea consistía en preparar la legislación para la Ekklesía, la Asamblea de Atenas.

## Antiguo Buleuterio
7: Buleuterio (periodo arcaico);
 13: Nuevo Buleuterio (periodo clásico);
 14: Tholos de Atenas
El antiguo Buleuterio fue construido en época arcaica alrededor del año 500 a. C. Fue el primer lugar de reunión de la boulé reformada de Clístenes. Tras la finalización del nuevo Buleuterio, el edificio sirvió como Archivo estatal de Atenas.
Estaba situado en el emplazamiento del posterior Metroón, en el lado este del nuevo Buleuterio. El edificio tenía forma casi rectangular, 23,8 m de largo y 23,3 m de ancho. En la parte sur del edificio había un vestíbulo y en la norte una sala de reuniones con tres paredes de asientos escalonados para los miembros del consejo. En el interior había probablemente cinco columnas que sostenían el tejado. Solo se conserva una parte de los cimientos del edificio.

## Nuevo Buleuterio
El nuevo Buleuterio se construyó en el lado oeste del antiguo hacia 415-406 a. C. Alrededor del año 300 a. C. se construyó una columnata de entrada ("propileo") delante del edificio.
El nuevo Buleuterio medía 22 m de largo y 16 de ancho. Era de piedra caliza. El salón de actos del edificio tenía 12 filas de asientos escalonados y espacio para los 500 miembros del consejo. Sin embargo, se desconoce la disposición exacta de los asientos. Probablemente, los asientos eran de madera. Solo se conserva una parte de los cimientos del edificio.
Justo al lado del edificio se encontraba el Metroón, el lugar de reunión de los  pritanos, y el Tholos.